# Suzana Maksimović
Suzana Maksimović (en serbe : Сузана Максимовић ; née le 5 janvier 1962) est une joueuse d'échecs yougoslave et serbe.

## Palmarès individuel

### Compétitions de jeunes
Suzana Maksimović connait son premier grand succès en 1980 en remportant le titre de vice-championne d'Europe junior d'échecs dans la catégorie d'âge des moins de 20 ans.

### Championne de Yougoslavie
Dans les années 1980, elle est l'une des principales joueuses d'échecs féminines yougoslaves. 
Suzana Maksimović remporte le championnat de Yougoslavie d'échecs féminin à deux reprises, seule en 1983 et en partageant le titre avec Mirjana Marić en 1991. En 2002, elle remporte la médaille d'argent au championnat de Yougoslavie féminin. En 2006, elle est à nouveau vice-championne, derrière Irina Chelushkina, mais du championnat de Serbie-et-Monténégro cette fois-ci, la Yougoslavie ayant disparu entretemps. 
En 1990 à Pula, en Croatie, Suzana Maksimović partage la première place lors du 4e tournoi zonal qualificatif pour le championnat du monde d'échecs féminin. En 1996 à Dresde, elle gagne le tournoi international d'échecs féminin.

### Parcours lors des tournois interzonaux
Suzana Maksimović participe à plusieurs reprises aux tournois interzonaux qualificatifs pour le championnat du monde d'échecs féminin:
- en 1982, lors du tournoi interzonal qui se déroule à Bad Kissingen, en RFA, elle partage la 8e-10e place[1] ;
- en 1987, lors du tournoi interzonal qui se déroule à Tuzla, en Yougoslavie, elle partage la 11e-12e place[2] ;
- en 1991, lors du tournoi interzonal qui se déroule à Subotica, en Yougoslavie,elle termine à la 29e place[3] ;
- en 1995, lors du tournoi interzonal qui se déroule à Chişinău, en Moldavie, elle termine à la 24e place[4].

## Parcours lors des olympiades féminines d'échecs
Suzana Maksimović joue pour la Yougoslavie puis la Serbie lors des olympiades d'échecs féminines :
- En 1982, elle occupe le troisième échiquier de la 10e olympiade d'échecs féminine qui se déroule à Lucerne, en Suisse (score de 5 victoires (+5), 4 matchs nuls (=4) et 3 défaites (-3)),
- En 1984, elle occupe le troisième échiquier de la 26e Olympiade d'échecs féminine qui se déroule à Thessalonique, en Grèce (+5, = 2, -4),
- En 1986, elle occupe le troisième échiquier de la 27e Olympiade d'échecs féminine qui se déroule à Dubaï, aux Émirats arabes unis (+8, = 2, -2) et remporte la médaille de bronze individuelle,
- En 1988, elle occupe le troisième échiquier de la 28e Olympiade d'échecs féminine qui se déroule à Thessalonique, en Grèce (+3, = 5, -2) et remporte la médaille de bronze par équipe,
- En 1990, elle occupe le troisième échiquier de la 29e Olympiade d'échecs féminine qui se déroule à Novi Sad, en Yougoslavie (+1, = 3, -2).
- En 1994, elle occupe le premier échiquier de la 31e Olympiade d'échecs féminine qui se déroule à Moscou, en Russie (+0, = 1, -3),
- En 2006, elle occupe le troisième échiquier de la 37e Olympiade d'échecs féminine qui se déroule à Turin, en Italie (+2, = 3, -2).

## Titres de la FIDE
En 1982, Suzana Maksimović reçoit le titre de maître international féminin. En 1999, elle obtient le titre de Grand maître international féminin (MIF).